# Junco hyemalis
Il junco occhiscuri (Junco hyemalis Linnaeus, 1758) è un uccello appartenente alla famiglia dei Passerellidi, originario del Nord America.

## Distribuzione e habitat
Il junco occhiscuri è nativo di: Bahamas, Bermuda, Canada, Isole Cayman, Messico, Porto Rico, Saint-Pierre e Miquelon, Turks e Caicos, Stati Uniti, mentre è migrante in Danimarca, Gibilterra, Islanda, Irlanda, Giamaica, Norvegia, Polonia, Russia, Regno Unito, Isole Vergini, Stati Uniti.

## Tassonomia
Tra le sottospecie figurano:
- Junco hyemalis aikeni Ridgway, 1873
- Junco hyemalis caniceps (Woodhouse, 1853)
- Junco hyemalis carolinensis Brewster, 1886
- Junco hyemalis cismontanus Dwight, 1918
- Junco hyemalis dorsalis Henry, 1858
- Junco hyemalis hyemalis (Linnaeus, 1758)
- Junco hyemalis insularis Ridgway, 1876
- Junco hyemalis mearnsi Ridgway, 1897
- Junco hyemalis montanus Ridgway, 1898
- Junco hyemalis mutabilis Van Rossem, 1931
- Junco hyemalis oreganus (J. K. Townsend, 1837)
- Junco hyemalis pinosus Loomis, 1893
- Junco hyemalis pontilis Oberholser, 1919
- Junco hyemalis shufeldti Coale, 1887
- Junco hyemalis thurberi Anthony, 1890
- Junco hyemalis townsendi Anthony, 1889